# Jeymmy Vargas
Jeymmy Paola Vargas Gómez sinh ngày 16 tháng 6 năm 1983 tại Cartagena de Indias - Bolivar thuộc Colombia.
Cô là hoa hậu quốc tế năm 2004 trong cuộc thi được tổ chức tại Bắc Kinh, Trung Quốc. Jeymmy Vargas là người Colombia thứ 3 và là người da đen đầu tiên đạt được danh hiệu này.